# 圭梅斯將軍鎮 (薩爾塔省)

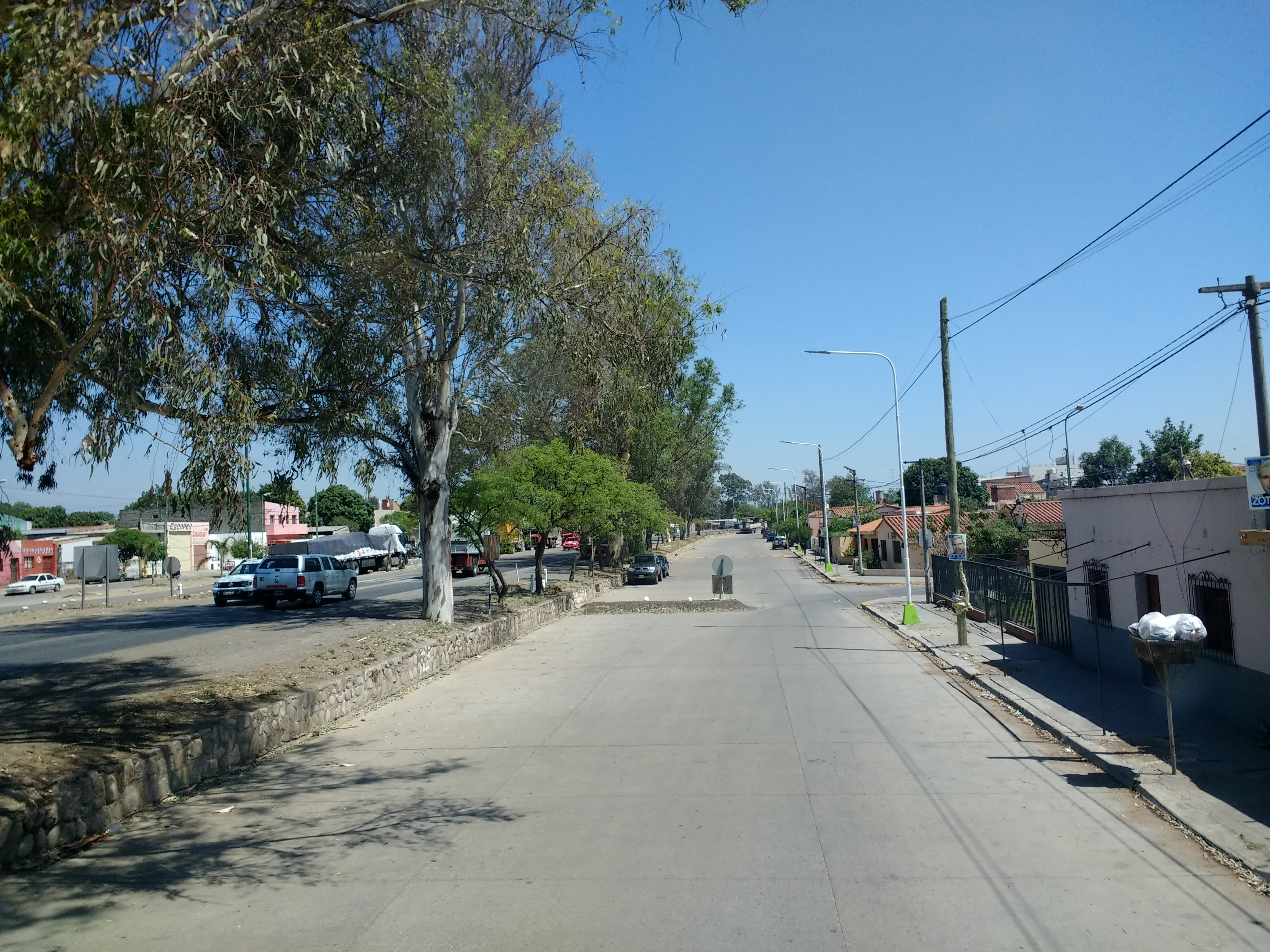
圭梅斯將軍鎮

24°40′S 65°3′W / 24.667°S 65.050°W
圭梅斯將軍鎮（西班牙語：General Güemes），是阿根廷的城鎮，位於該國西北部薩爾塔省，是圭梅斯將軍縣的首府，距離薩爾塔50公里，海拔高度695米，該地區的地震活動頻繁和低強度，2010年人口32,625。